# Graham Hill

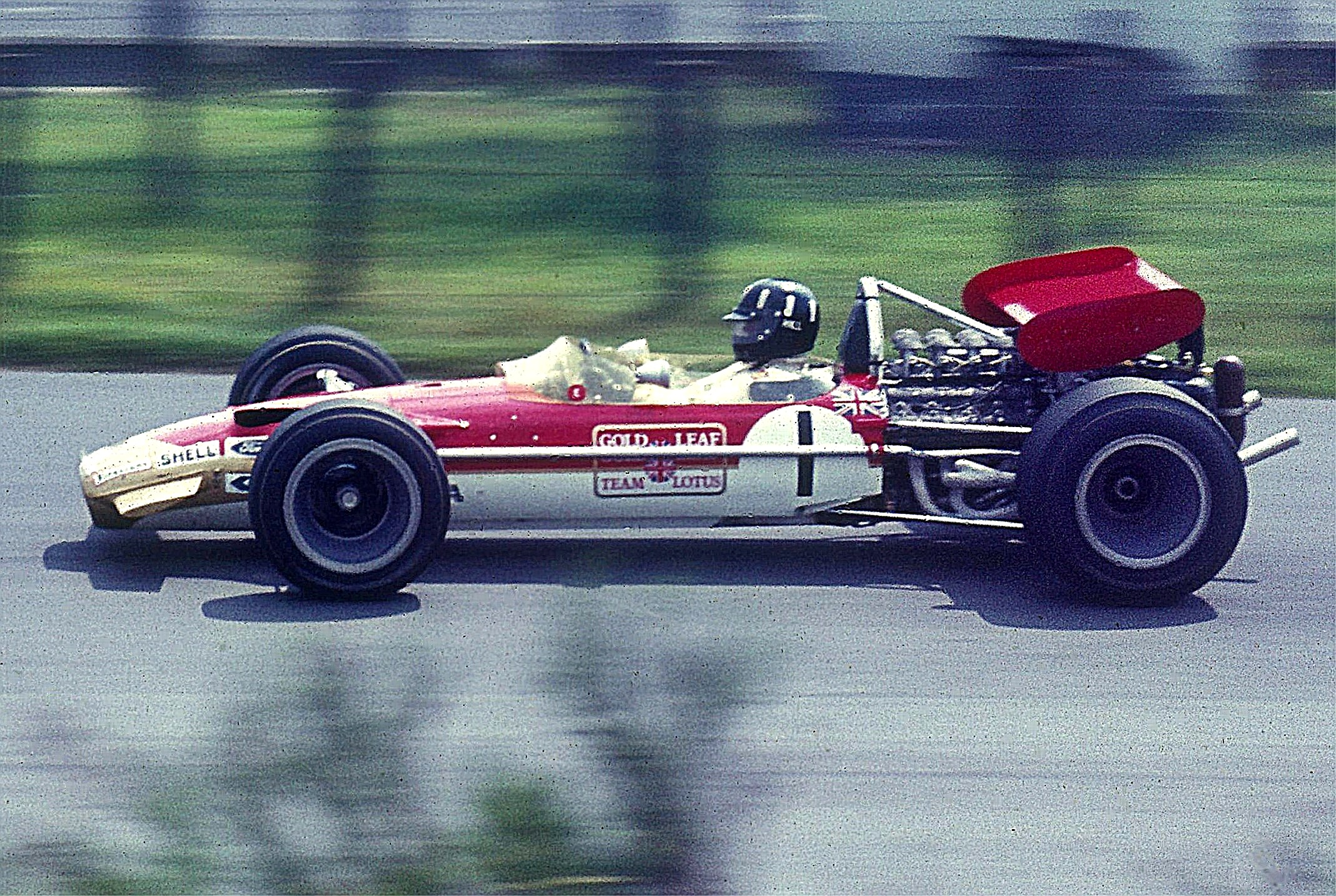
Hill actief voor Lotus in 1969

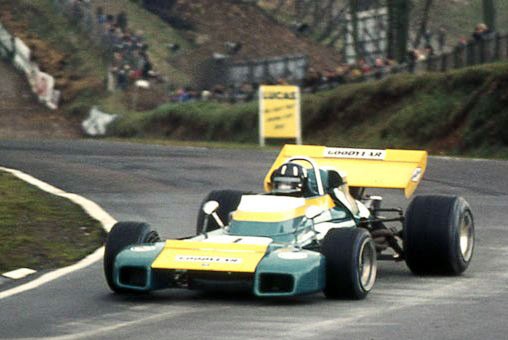
Hill in een Brabham tijdens de Race of Champions in 1971

Norman Graham Hill (Hampstead, 15 februari 1929 - Arkley, 29 november 1975) was een Britse autocoureur, voornamelijk bekend door zijn activiteiten in de Formule 1, waarin hij twee keer wereldkampioen werd en vijfmaal de Grand Prix van Monaco won, wat hem de bijnaam 'Mister Monaco' opleverde.
Graham Hill is daarnaast de enige die de zogenaamde "Triple Crown" in het racen wist te winnen:
- de Indianapolis 500 (1966)
- de 24 uur van Le Mans (1972)
- de Grand Prix van Monaco (1963, 1964, 1965, 1968, 1969)

Hill was tevens succesvol in:
- Het Formule 1 wereldkampioenschap (1962, 1968)
- Winnaar van de Targa Florio in 1960 samen met Jo Bonnier en Hans Herrmann in een Porsche 718 RS60
- De Lombank Trophy, Glover Trophy, Rand Grand Prix, BRDC International Trophy; deze races telden niet mee voor het Formule 1-kampioenschap.

Hill is de vader van voormalig Formule 1-coureur Damon Hill, die in 1996 wereldkampioen werd met Williams-Renault.

## Carrière
Na te hebben gediend in de Royal Navy, keerde Graham Hill terug als techneut bij Smiths Instruments. Op pas 24-jarige leeftijd had Hill zijn rijbewijs. Hij was voorheen geïnteresseerd in motorfietsen, maar nadat hij in 1954 via een reclamespot van de Universal Motor Racing Club een aantal rondes reed in een Cooper 500 Formule 3 auto op Brands Hatch, richtte hij zich compleet op de autosport. Hij kwam in eerste instantie als monteur terecht bij Team Lotus, maar praatte zich geleidelijk aan om achter het stuur plaats te nemen. De stap van Lotus naar de Formule 1 zorgde ervoor dat Hill zijn debuut maakte in het kampioenschap tijdens de Grand Prix van Monaco in 1958. Hills eerste periode met Lotus was niet succesvol, waar het team doorgaans met de betrouwbaarheid van het materiaal vocht. Deze frustratie deed Hill beslissen om in 1960 de overstap te maken naar het team van BRM.
Uitkomend voor Owen Racing Organisation behaalde Hill zijn eerste podiumplaats, eindigend als derde, in de Grand Prix van Nederland in 1960. Het langverwacht succes kwam uiteindelijk in het seizoen 1962, toen hij vier Grands Prix op zijn naam schreef, en voor het eerst de wereldtitel met een grote marge op landgenoot Jim Clark (actief voor Lotus) kon vieren. Zijn resterende jaren bij BRM waren niet van hetzelfde kaliber succes. Echter, Hill wist zich wel drie jaar achtereenvolgens te klasseren op de tweede positie in het kampioenschap. In deze zelfde periode wist hij ook zijn succesvolle relatie met de Grand Prix van Monaco te starten; hij won de race tussen 1963 en 1969 vijf keer (een record dat later werd verbeterd door Ayrton Senna). Buiten de Formule 1 om, won hij in 1966 tevens de Indianapolis 500, achter het stuur van een Lola-Ford.
Hill maakte voor het seizoen 1967 een terugkeer bij Lotus, het team dat met Jim Clark inmiddels al grote successen had behaald. Hill werd een belangrijke schakel in de ontwikkeling van de Lotus 49 met de nieuwe Cosworth-V8 motoren. Na de tragische dood van teamgenoten Clark en Mike Spence, nam Hill het team van Lotus in 1968 op sleeptouw. Hij werd met drie overwinningen en nog eens twee andere podiumplaatsen, voor de tweede keer in zijn carrière wereldkampioen. Ondanks dit succes hadden de Lotus auto's ook de reputatie onveilig te zijn, onder andere door de opkomst van aerodynamische onderdelen, die vergelijkbare ongelukken veroorzaakte bij Hill en collega-rijder Jochen Rindt tijdens de Grand Prix van Spanje in 1969. Opnieuw een zwaar ongeluk tijdens de Grand Prix van de Verenigde Staten op Watkins Glen International later dat jaar, zag Hill allebei zijn benen breken. Hill maakte een voorspoedige revalidatie mee, maar zou niet meer een terugkeer maken bij de officiële Lotus inschrijving van Colin Chapman. Daarentegen kreeg hij in het seizoen 1970 een plaats binnen het team van Rob Walker, die Hill nog de gelegenheid gaf om aan races deel te nemen in een splinternieuwe Lotus 72. Verder dan enkele finishes binnen de punten kwam het echter niet.
Hill kwam in 1971 terecht bij Brabham; het team waarmee hij zijn laatste Formule 1 race zou winnen tijdens de International Trophy op het circuit van Silverstone, weliswaar een ronde die buiten het kampioenschap viel. Het team ontbrak het na het vertrek van Jack Brabham echter aan organisatie, en Hill voelde zich nooit op zijn plaats binnen het team. Twee onvruchtbare jaren deed hem vervolgens besluiten een eigen team op te richten. Het team maakte in haar eerste twee seizoenen gebruik van chassis van Shadow en Lola, en Hill fungeerde hierin zowel in de rol van teamleider als eerste coureur. Vanaf het seizoen 1975 ging het team over naar een eigen ontworpen en gebouwd chassis. Na zich niet te hebben gekwalificeerd voor de dat jaar verreden Grand Prix van Monaco, besloot Hill voorgoed te stoppen met rijden, en daarinplaats zich volledig te richten op het beheren van het team.
Hills record van 176 gestarte Grands Prix bleef ruim een decennium staan, toen het uiteindelijk werd geëvenaard door Jacques Laffite.
Ondanks zijn concentratie op de Formule 1, heeft Hill gedurende diezelfde periode ook uitstappen gemaakt naar andere disciplines. Hij nam meerdere malen deel aan de 24 uur van Le Mans (waaronder twee participaties in een Rover-BRM met een gasturbine). Toen zijn activiteiten in de Formule 1 minder werden, werd Hill onderdeel van het Matra fabrieksteam, waarmee hij in 1972 samen met Henri Pescarolo de beroemde race won. Dit deed ervoor zorgen dat Hill de eerste (en vooralsnog enige) rijder werd die de "Triple Crown" in motorsport wist te behalen, nadat hij al eerder de Grand Prix van Monaco en de Indianapolis 500 won.

## Overlijden
Op 29 november 1975, tijdens een terugkeer per vliegtuig van het Paul Ricard-circuit in Frankrijk, waar Hill met zijn team testwerk had uitgevoerd, verongelukte het Piper Aztec-toestel dat hij zelf bestuurde, nadat hij had geprobeerd om in mistige omstandigheden te landen nabij de golfbaan in Arkley vlak bij Londen. Hierbij kwamen Hill en nog vijf andere leden van het Embassy Hill team, onder wie de veelbelovende jonge coureur Tony Brise, om het leven. Toen bleek dat Hill niet verzekerd was, werd zijn vrouw aansprakelijk gesteld door de erfgenamen van de andere slachtoffers. Hills nalatenschap ging vrijwel geheel op aan kosten en regelingen.

## Complete resultaten in de Formule 1
- Races vetgedrukt betekent pole positie, races cursief betekent snelste ronde.

| Seizoen | Inschrijving                        | Chassis      | Motor     | 1      | 2      | 3       | 4      | 5       | 6      | 7      | 8       | 9      | 10      | 11     | 12     | 13     | 14     | 15     | Pos | Punten |
| ------- | ----------------------------------- | ------------ | --------- | ------ | ------ | ------- | ------ | ------- | ------ | ------ | ------- | ------ | ------- | ------ | ------ | ------ | ------ | ------ | --- | ------ |
| 1958    | Team Lotus                          | Lotus 12     | Climax L4 | ARG    | MON NF | NED NF  | 500    |         |        |        |         |        |         |        |        |        |        |        | -   | 0      |
| 1958    | Team Lotus                          | Lotus 16     | Climax L4 |        |        |         |        | BEL NF  | FRA NF | GBR NF | GER* NF | POR NF | ITA 6   | MAR 16 |        |        |        |        | -   | 0      |
| 1959    | Team Lotus                          | Lotus 16     | Climax L4 | MON NF | 500    | NED 7   | FRA NF | GBR 9   | GER NF | POR NF | ITA NF  | USA    |         |        |        |        |        |        | -   | 0      |
| 1960    | Owen Racing Organisation            | BRM P25      | BRM L4    | ARG NF |        |         |        |         |        |        |         |        |         |        |        |        |        |        | 15  | 4      |
| 1960    | Owen Racing Organisation            | BRM P48      | BRM L4    |        | MON 7  | 500     | NED 3  | BEL NF  | FRA NF | GBR NF | POR NF  | ITA NF | USA     |        |        |        |        |        | 15  | 4      |
| 1961    | Owen Racing Organisation            | BRM P48/57   | Climax L4 | MON NF | NED 8  | BEL NF  | FRA 6  | GBR 9   | GER NF | ITA NF | USA 5   |        |         |        |        |        |        |        | 16  | 3      |
| 1962    | Owen Racing Organisation            | BRM P57      | BRM V8    | NED 1  | MON 6  | BEL 2   | FRA 9  | GBR 4   | GER 1  | ITA 1  | USA 2   | RSA 1  |         |        |        |        |        |        | 1   | 42     |
| 1963    | Owen Racing Organisation            | BRM P57      | BRM V8    | MON 1  | BEL NF | NED NF  |        | GBR 3   | GER NF |        | USA 1   | MEX 4  | RSA 3   |        |        |        |        |        | 2   | 29     |
| 1963    | Owen Racing Organisation            | BRM P61      | BRM V8    |        |        |         | FRA 3  |         |        | ITA 16 |         |        |         |        |        |        |        |        | 2   | 29     |
| 1964    | Owen Racing Organisation            | BRM P261     | BRM V8    | MON 1  | NED 4  | BEL 5   | FRA 2  | GBR 2   | GER 2  | AUT NF | ITA NF  | USA 1  | MEX 11  |        |        |        |        |        | 2   | 39     |
| 1965    | Owen Racing Organisation            | BRM P261     | BRM V8    | RSA 3  | MON 1  | BEL 5   | FRA 5  | GBR 2   | NED 4  | GER 2  | ITA 2   | USA 1  | MEX NF  |        |        |        |        |        | 2   | 40     |
| 1966    | Owen Racing Organisation            | BRM P261     | BRM V8    | MON 3  | BEL NF | FRA NF  | GBR 3  | NED 2   | GER 4  |        |         |        |         |        |        |        |        |        | 5   | 17     |
| 1966    | Owen Racing Organisation            | BRM P83      | BRM H16   |        |        |         |        |         |        | ITA NF | USA NF  | MEX NF |         |        |        |        |        |        | 5   | 17     |
| 1967    | Team Lotus                          | Lotus 43     | BRM H16   | RSA NF |        |         |        |         |        |        |         |        |         |        |        |        |        |        | 7   | 15     |
| 1967    | Team Lotus                          | Lotus 33     | BRM V8    |        | MON 2  |         |        |         |        |        |         |        |         |        |        |        |        |        | 7   | 15     |
| 1967    | Team Lotus                          | Lotus 49     | Ford V8   |        |        | NED NF  | BEL NF | FRA NF  | GBR NF | GER NF | CAN 4   | ITA NF | USA 2   | MEX NF |        |        |        |        | 7   | 15     |
| 1968    | Team Lotus                          | Lotus 49     | Ford V8   | RSA 2  |        |         |        |         |        |        |         |        |         |        |        |        |        |        | 1   | 48     |
| 1968    | Gold Leaf Team Lotus                | Lotus 49     | Ford V8   |        | ESP 1  |         |        |         |        |        |         |        |         |        |        |        |        |        | 1   | 48     |
| 1968    | Gold Leaf Team Lotus                | Lotus 49B    | Ford V8   |        |        | MON 1   | BEL NF | NED 9   | FRA NF | GBR NF | GER 2   | ITA NF | CAN 4   | USA 2  | MEX 1  |        |        |        | 1   | 48     |
| 1969    | Gold Leaf Team Lotus                | Lotus 49B    | Ford V8   | RSA 2  | ESP NF | MON 1   | NED 7  | FRA 6   | GBR 7  | GER 4  | ITA 9   | CAN NF | USA NF  |        |        |        |        |        | 7   | 19     |
| 1970    | Rob Walker Racing Team              | Lotus 49C    | Ford V8   | RSA 6  | ESP 4  |         |        |         |        |        |         |        |         |        |        |        |        |        | 13  | 7      |
| 1970    | Brooke Bond Oxo Racing - Rob Walker | Lotus 49C    | Ford V8   |        |        | MON 5   | BEL NF | NED NC  | FRA 10 | GBR 6  | GER NF  | AUT    |         |        |        |        |        |        | 13  | 7      |
| 1970    | Brooke Bond Oxo Racing - Rob Walker | Lotus 72C    | Ford V8   |        |        |         |        |         |        |        |         |        | ITA DNS | CAN NC | USA NF | MEX NF |        |        | 13  | 7      |
| 1971    | Motor Racing Developments           | Brabham BT33 | Ford V8   | RSA 9  |        |         |        |         |        |        |         |        |         |        |        |        |        |        | 21  | 2      |
| 1971    | Motor Racing Developments           | Brabham BT34 | Ford V8   |        | ESP NF | MON NF  | NED 10 | FRA NF  | GBR NF | GER 9  | AUT 5   | ITA NF | CAN NF  | USA 7  |        |        |        |        | 21  | 2      |
| 1972    | Motor Racing Developments           | Brabham BT33 | Ford V8   | ARG NF | RSA 6  |         |        |         |        |        |         |        |         |        |        |        |        |        | 15  | 4      |
| 1972    | Motor Racing Developments           | Brabham BT37 | Ford V8   |        |        | ESP 10  | MON 12 | BEL NF  | FRA 10 | GBR NF | GER 6   | AUT NF | ITA 5   | CAN 8  | USA 11 |        |        |        | 15  | 4      |
| 1973    | Embassy Hill                        | Shadow DN1   | Ford V8   | ARG    | BRA    | RSA     | ESP NF | BEL 9   | MON NF | SWE NF | FRA 10  | GBR NF | NED NC  | GER 13 | AUT NF | ITA 14 | CAN 16 | USA 13 | -   | 0      |
| 1974    | Embassy Racing with Graham Hill     | Lola T370    | Ford V8   | ARG NF | BRA 11 | RSA 12  | ESP NF | BEL 8   | MON 7  | SWE 6  | NED NF  | FRA 13 | GBR 13  | GER 9  | AUT 12 | ITA 8  | CAN 14 | USA 8  | 18  | 1      |
| 1975    | Embassy Racing with Graham Hill     | Lola T371    | Ford V8   | ARG 10 | BRA 12 | RSA DNQ | ESP    |         |        |        |         |        |         |        |        |        |        |        | -   | 0      |
| 1975    | Embassy Racing with Graham Hill     | Hill GH1     | Ford V8   |        |        |         |        | MON DNQ | BEL    | SWE    | NED     | FRA    | GBR     | GER    | AUT    | ITA    | USA    |        | -   | 0      |

- Notitie: Hill nam deel aan de Grand Prix van Duitsland 1958 in een Formule 2 chassis.

- 1950 G. Farina
- 1951 J. M. Fangio
- 1952 A. Ascari
- 1953 A. Ascari
- 1954 J. M. Fangio
- 1955 J. M. Fangio
- 1956 J. M. Fangio
- 1957 J. M. Fangio
- 1958 M. Hawthorn
- 1959 J. Brabham
- 1960 J. Brabham
- 1961 P. Hill
- 1962 G. Hill
- 1963 J. Clark
- 1964 J. Surtees
- 1965 J. Clark
- 1966 J. Brabham
- 1967 D. Hulme
- 1968 G. Hill
- 1969 J. Stewart
- 1970 J. Rindt
- 1971 J. Stewart
- 1972 E. Fittipaldi
- 1973 J. Stewart
- 1974 E. Fittipaldi
- 1975 N. Lauda
- 1976 J. Hunt
- 1977 N. Lauda
- 1978 M. Andretti
- 1979 J. Scheckter
- 1980 A. Jones
- 1981 N. Piquet
- 1982 K. Rosberg
- 1983 N. Piquet
- 1984 N. Lauda
- 1985 A. Prost
- 1986 A. Prost
- 1987 N. Piquet
- 1988 A. Senna
- 1989 A. Prost
- 1990 A. Senna
- 1991 A. Senna
- 1992 N. Mansell
- 1993 A. Prost
- 1994 M. Schumacher
- 1995 M. Schumacher
- 1996 D. Hill
- 1997 J. Villeneuve
- 1998 M. Häkkinen
- 1999 M. Häkkinen
- 2000 M. Schumacher
- 2001 M. Schumacher
- 2002 M. Schumacher
- 2003 M. Schumacher
- 2004 M. Schumacher
- 2005 F. Alonso
- 2006 F. Alonso
- 2007 K. Räikkönen
- 2008 L. Hamilton
- 2009 J. Button
- 2010 S. Vettel
- 2011 S. Vettel
- 2012 S. Vettel
- 2013 S. Vettel
- 2014 L. Hamilton
- 2015 L. Hamilton
- 2016 N. Rosberg
- 2017 L. Hamilton
- 2018 L. Hamilton
- 2019 L. Hamilton
- 2020 L. Hamilton
- 2021 M. Verstappen
- 2022 M. Verstappen
- 2023 M. Verstappen
- 2024 M. Verstappen